# بلانش بروس
ولد بلانش كيلسو بروس (بالإنجليزية: Blanche Bruce)‏ (1 مارس 1841 – 17 مارس 1898) عبدًا في مقاطعة برينس إدوارد، في ولاية فرجينيا وأصبح سياسيًا يمثل ولاية المسيسيبي بكونه عضوًا جمهوريًا في مجلس الشيوخ الأمريكي من عام 1875 إلى 1881. كان أول عضو أمريكي من أصل أفريقي مُنتخب إلى مجلس الشيوخ يخدم لفترة كاملة (كان هيرام آر. ريفيلس، من الميسيسبي أيضًا، أول أفريقي أمريكي يخدم في مجلس الشيوخ الأمريكي لكنه لم يكمل الفترة الكاملة). 

## بدايات حياته وتعليمه

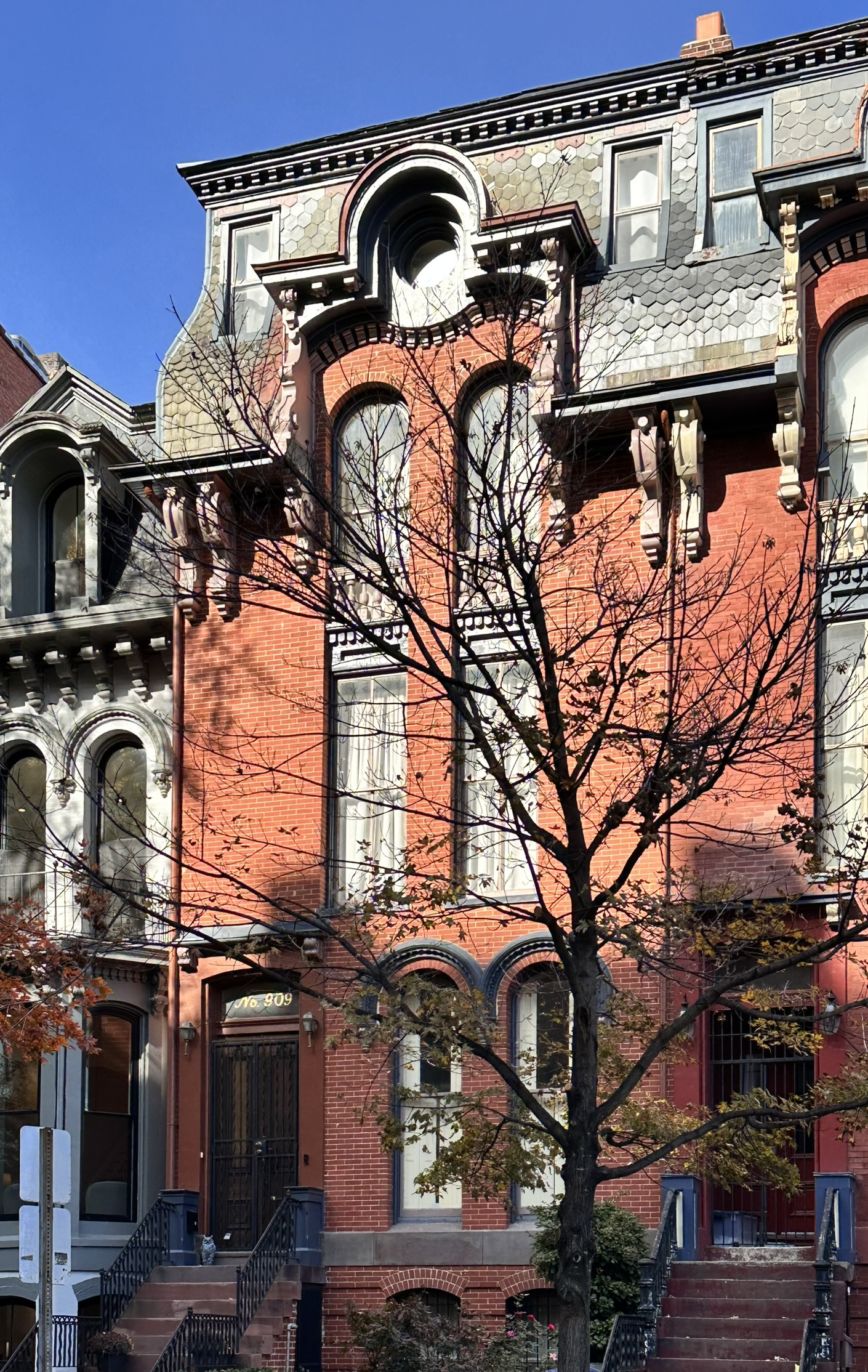
منزل بلانش ك. بروس في 909 شارع M NW، واشنطن العاصمة. بُني عام 1865، وهو معلم تاريخي وطني مدرج في مواقع التراث بمنطقة ماونت فيرنون التاريخية.

ولد بروس عبدًا عام 1841 في مقاطعة برينس إدوارد في فيرجينيا قرب فارمفيل، كانت والدته بولي بروس، امرأة أفريقية أمريكية عملت خادمة منزلية. كان والده سيدها، يدعى بيتس بيركنسون، وهو مزارع أبيض من فرجينيا. عومل بروس بصورة جيدة نسبيًا من قِبل والده، الذي علمه مع أخيه نصف الشقيق الشرعي. حين كان بلانش بروس صغيرًا، لعب مع أخيه نصف الشقيق. حرره والده قانونيًا وأعد له مسيرة في التدريب المهني ليتعلم تجارة حرفة ما. 

## سيرته المهنية
تعلم بروس في المدرسة والتحق لمدة سنتين بكلية أوبرلين في مدينة أوبرلين، ولاية أوهايو. عمل بعد ذلك حمالًا في باخرة على نهر المسيسيبي. في عام 1864، انتقل إلى مدينة هانيبال في ولاية ميسوري، حيث أسس مدرسة للأطفال السود.
في عام 1868، خلال عصر إعادة الإعمار، انتقل إلى منطقة بوليفار قرب كليفلاند في شمال غرب المسيسيبي، حيث اشترى مزرعة في دلتا نهر المسيسيبي. أصبح مالكًا ثريًا لأرضٍ تبلغ مساحتها عدة آلاف الهكتارات في دلتا المسيسيبي. عُيّن إلى منصب أمين سجل الناخبين ومُقيّم الضرائب في مقاطعة تالاهاتشي قبل الفوز في انتخابات منصب الشريف في مقاطعة بوليفار. انتُخب لاحقًا إلى مناصب محلية أخرى، من بينها جابي ضرائب ومشرف تعليمي، في حين حرر أيضًا جريدة محلية. أصبح ضابط النظام في مجلس شيوخ ولاية المسيسيبي عام 1870.
في فبراير 1874، انتُخب بروس إلى مجلس الشيوخ الأمريكي، ثاني أفريقي أمريكي يعمل في البيت الأعلى للكونغرس. في 14 فبراير 1879، ترأس بروس مجلس الشيوخ الأمريكي، فأصبح أول أفريقي أمريكي (والعبد السابق الوحيد) يترأسه. في عام 1880، انتُخب جايمس زد. جورج خلفًا لبروس.
في المؤتمر الوطني للحزب الجمهوري لعام 1880 في شيكاغو، أصبح بروس أول أفريقي أمريكي يكسب أصواتًا لمنصب وطني في مؤتمر حزبي رئيسي للترشيح، بثمانية أصوات لمنصب نائب الرئيس. كان المرشح الرئاسي تلك السنة جيمس إيه. غارفيلد من أوهايو، ربح الانتخابات بفارق ضئيل عن الديمقراطي وينفيلد سكوت هانكوك.
عُيّن بروس موظف الشهر العقاري لقطاع كولومبيا من 1890 إلى 1893؛ كان مرتبه 30,000 دولار في السنة. عمل أيضًا في مجلس أمناء قطاع كولومبيا المعني بالمدارس الحكومية من 1892 إلى 1895. شارك في مؤتمر 5 مارس 1897 لإحياء ذكرى فريدريك دوغلاس وأكاديمية النيغرو الأمريكية برئاسة ألكسندر كروميل. عُيّن إلى ديوان الخزينة مرة ثانية في 1897 من قِبل الرئيس وليام ماكينلي وعمل حتى وفاته الناجمة عن مضاعفات السكري عام 1898.

### علاقته مع أمريكيين أفارقة آخرين
في مزرعة بروس في المسيسيبي، عاش المزارعون السود في «أكواخ خشبية رديئة»، وعملوا في ظروف قمعية مشابهة لظروف العمل في مزارع البيض.
بعد انتهاء ولايته في مجلس الشيوخ، ظل بروس في واشنطن العاصمة، حصل على سلسلة من الوظائف تحت رعاية الحزب الجمهوري وتنقل عبر البلاد لإلقاء خطابات داعمة للمرشحين الجمهوريين. حصل هناك أيضًا على منزل كبير في المدينة ومنزل صيفي، وترأس مجتمع السود الرفيع.
كتبت إحدى الدوريات أن بروس لم يتقبل التسمية التي تشير إلى السود «بالرجال الملونين». كثيرًا ما كان يقول، «أنا نيغرو وفخور بذلك».

## وصلات خارجية
- بلانش بروس على موقع الموسوعة البريطانية (الإنجليزية)
- بلانش بروس على موقع إن إن دي بي (الإنجليزية)